# Fresney-le-Puceux
Fresney-le-Puceux ist eine französische Gemeinde mit 803 Einwohnern (Stand: 1. Januar 2022) im Département Calvados in der Region Normandie. Sie gehört zum Arrondissement Caen und zum Kanton Le Hom.

## Geografie
Fresney-le-Puceux liegt etwa 15 km südlich von Caen. Umgeben wird die Gemeinde von Laize-la-Ville im Norden, Rocquancourt im Nordosten, Cintheaux im Osten, Bretteville-sur-Laize im Südosten, Barbery im Süden, Boulon im Südwesten, Mutrécy im Westen sowie Clinchamps-sur-Orne in nordwestlicher Richtung.

## Bevölkerungsentwicklung
| Jahr                             | 1793 | 1836 | 1876 | 1926 | 1946 | 1968 | 1990 | 2016 |
| Einwohner                        | 1000 | 1076 | 842  | 484  | 508  | 524  | 615  | 816  |
| Quelle: Cassini, EHESS und INSEE |      |      |      |      |      |      |      |      |

## Sehenswürdigkeiten
- Kirche Saint-Martin aus dem 12. Jahrhundert, als Kulturerbe eingestuft[2]
- Schloss aus dem 16./17. Jahrhundert, Ostflügel 1944 zerstört, seit 1930 Monument historique[3]
- Menhir aus dem Neolithikum, Monument historique seit 1956[4]
- Teilabschnitt einer antiken römischen Straße, Kulturerbe[5]
- Lavoir (Waschhaus)

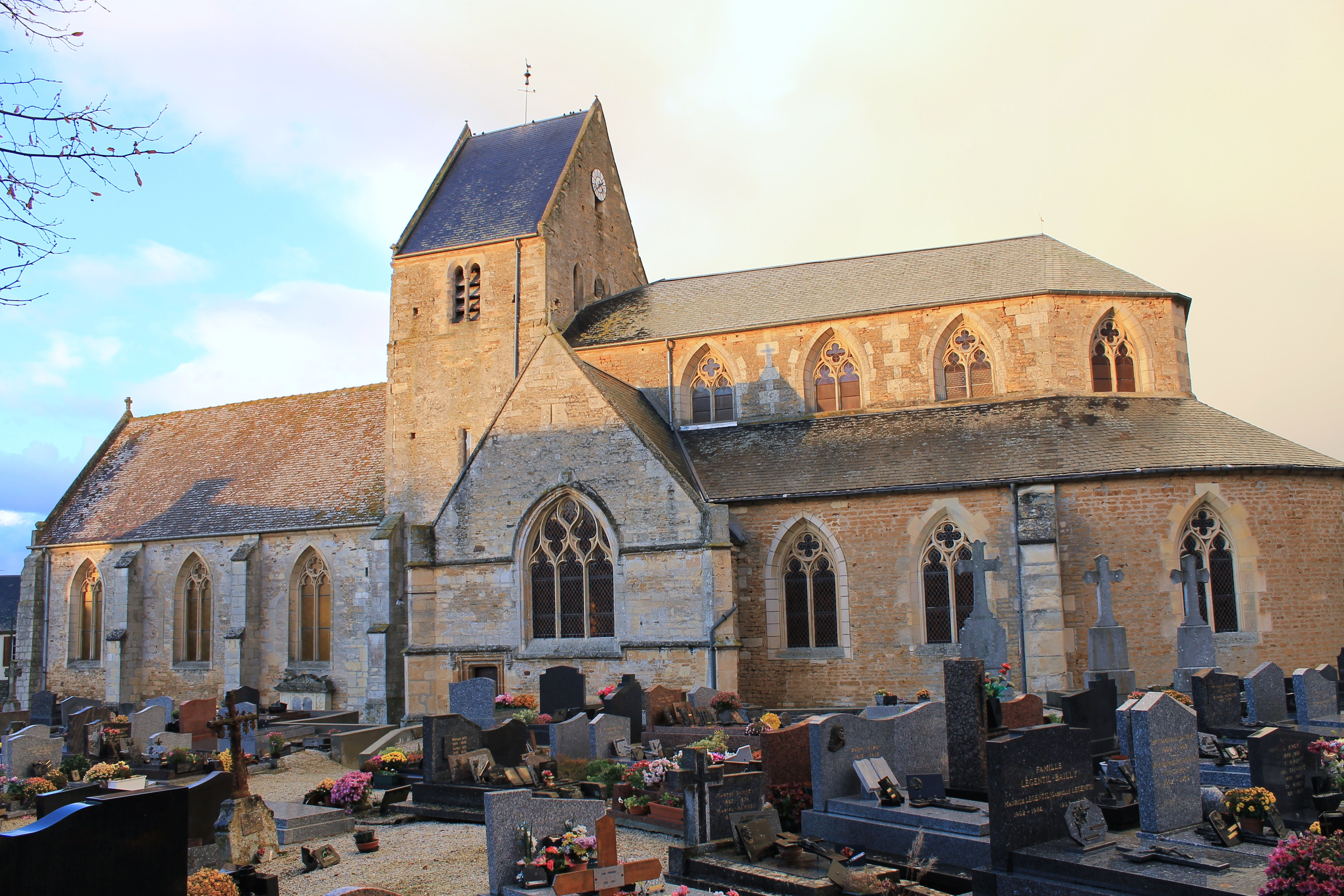
Kirche Saint-Martin
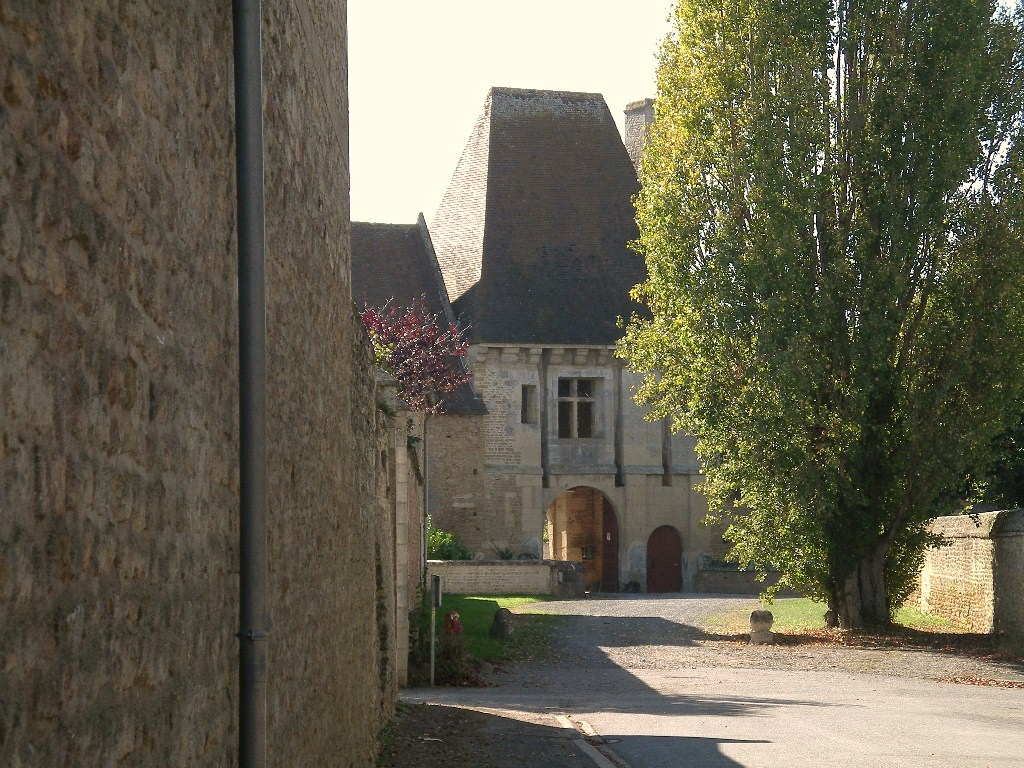
Eingang des Schlosses
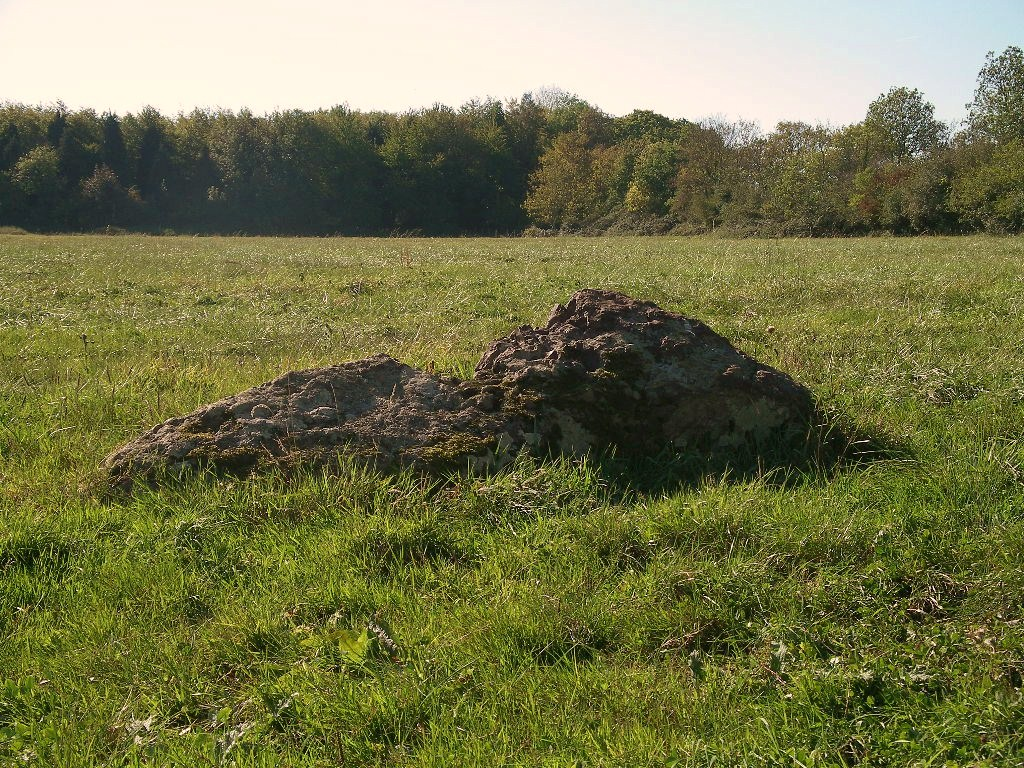
Menhir
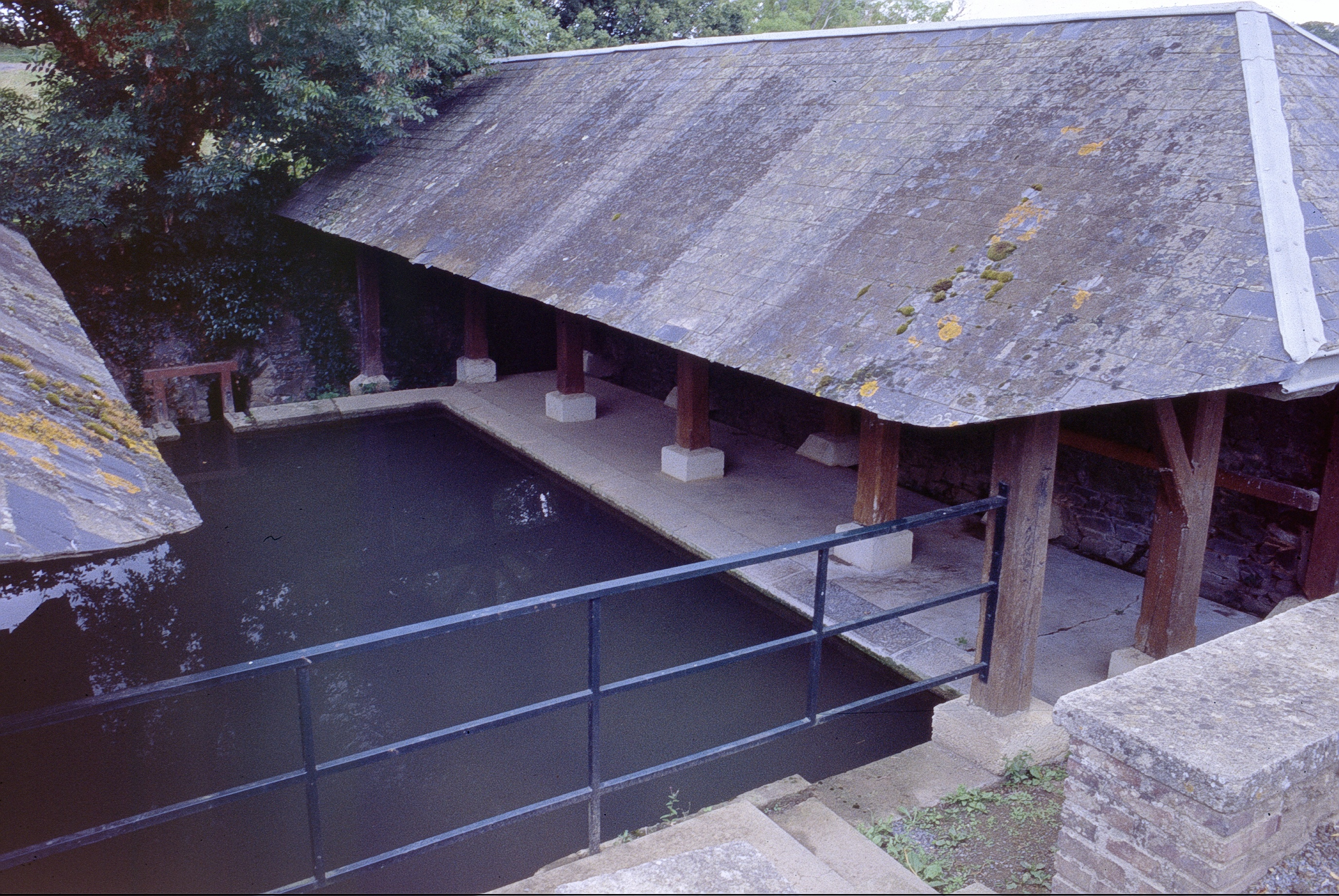
Waschhaus